# Eupanacra pulchella
Eupanacra pulchella är en fjärilsart som beskrevs av Rothschild och Jordan 1907. Eupanacra pulchella ingår i släktet Eupanacra och familjen svärmare. Inga underarter finns listade i Catalogue of Life.